# Palacio Vial Guzmán
El Palacio Vial Guzmán es un inmueble de inspiración neoclásico, ubicado en la comuna chilena de Santiago, específicamente en la calle Santo Domingo, esquina Morandé. Es utilizado como sede de la 32.ª Comisaria del Tránsito de Carabineros de Chile.

## Historia
Su construcción fue encargada hacia 1895 por la familia Guzmán Vial al arquitecto francés Emilio Doyère, autor también de Palacio de los Tribunales de Justicia de Santiago y de la remodelación del Teatro Municipal de la misma comuna. El diseño de la casa, que se trata de un volumen compacto de dos plantas de estilo neoclásico, es único en la comuna, y su acceso a ella se realiza a través de un patio cuadrado rodeado un corredor con columnas que conducen a un hall con piso de mármol, circundado por grandes salones que fueron escenario de intensas reuniones políticas y animadas tertulias. Una imponente escalera de ese material, permite llegar al vestíbulo del segundo nivel que es iluminado por una claraboya con vidrios de colores, y da paso a los dormitorios, y a un largo pasillo que conecta(ba) el área de servicio; el interior, cuenta también con varias escaleras de madera fina.
El inmueble fue habitado por dicha familia hasta 1945, y posteriormente, fue adquirido por Carabineros de Chile, la principal policía del país, que le dio utilización como sede de la 32.ª Comisaria del Tránsito.